# Helgoland (Bruckner)
Helgoland, WAB 71, ist eine weltliche, patriotische Kantate für Männerchor und Orchester in g-Moll, komponiert von Anton Bruckner 1893. Der Text stammt von August Silberstein, dessen Gedichte bereits von Bruckner vertont wurden (Germanenzug, 1863/64 und Vaterlandslied, WAB 92, 1866). Da Bruckner die 9. Sinfonie nicht vollendet hat, ist „Helgoland“ sein letztes Gesamtwerk.

## Entstehung
Die Kantate wurde im April 1893 für den Männersänger Wien zum 50. Geburtstag. komponiert.
Die Insel Helgoland war in Österreich sehr bekannt. Die österreichische Opposition hatte sich im Vormärz dort getroffen, dazu wurde das Seegefecht bei Helgoland (1864) als großer Sieg der österreichischen Marine während der ganzen Kaiserzeit gefeiert, das de facto jedoch eine Niederlage des deutsch-österreichischen Geschwaders war. Der Wiener Männergesang-Verein hatte die Insel 1885 selbst besucht. Der Erwerb der Insel vom Vereinigten Königreich durch das Deutsche Reich 1890 wird noch stark im öffentlichen Bewusstsein gewesen sein.
Helgoland wurde am 8. Oktober 1893 vom Wiener Männerchor und den Wiener Philharmonikern unter der Leitung von Eduard Kremser in der Winterreitschule der Hofburg dirigiert.
Bruckner übergab das Manuskript an die Österreichische Nationalbibliothek. Das Werk wurde erstmals 1893 von Cyrill Hynais als Vokal- und Klavierauszug veröffentlicht. Von Bruckners zirka 30 Männerchorwerken ist Helgoland das einzige weltliche, das Bruckner der Österreichischen Nationalbibliothek vermachte.
Das Werk, das 1899 posthum von Doblinger, Wien, herausgegeben wurde, befindet sich im Band XXII/2 Nr. 8 der Gesamtausgabe.

## Text
Das Werk basiert auf einem Gedicht von August Silberstein
Hoch auf der Nordsee, am fernesten Rand,

erscheinen die Schiffe, gleich Wolken gesenkt;

in wogenden Wellen, die Segel gespannt,

zum Eiland der Sachsen der Römer sich lenkt!

O weh um die Stätten, so heilig gewahrt,

die friedlichen Hütten, von Bäumen umlaubt!

Es wissen die Siedler von feindlicher Fahrt!

Was Lebens noch wert, auch Leben sie raubt!

So eilen die Zagen zum Ufer herbei,

was nützet durch Tränen zur Ferne geblickt;

da ringet den Besten vom Busen sich frei

die brünstige Bitte zum Himmel geschickt:

Der du in den Wolken thronest,

den Donner in deiner Hand,

und über Stürmen wohnest,

sei du uns zugewandt!

Lass toben grause Wetter,

des Blitzes Feuerrot,

die Feinde dort zerschmetter!

Allvater! Ein Erretter aus Tod und bitt’rer Not!

Vater!

Und siehe, die Welle, die wogend sich warf,

sie steiget empor mit gischtenden Schaum,

es heben die Winde sich sausend und scharf,

die lichtesten Segel verdunkeln im Raum!

Die Schrecken des Meeres sie ringen sich los,

zerbrechen die Maste, zerbersten den Bug;

Der flammenden Pfeile erblitzend Geschoss,

das trifft sie in Donners hinhallendem Flug.

Nun, Gegner, Erbeuter, als Beute ihr bleibt,

gesunken zu Tiefen, geschleudert zum Sand,

das Wrackgut der Schiffe zur Insel nun treibt!

O Herrgott, dich preiset frei Helgoland!

## Einstellung
Die 317 Takt lange Komposition in g-Moll, die für vierstimmigen Männerchor und Orchester (2 Flöten, 2 Oboen, 2 Klarinetten, 2 Fagotte, 4 Hörner, 3 Trompeten, 3 Posaunen, Kontrabasstuba, Pauken, Becken und Streicher), ist als dreistimmige Sonatenform mit Coda besetzt.
Die Aufführungsdauer beträgt ca. 13 Minuten.
Das Stück ist voller Kraft und Enthusiasmus und trägt die Handschrift von  Wagners Einfluss. Schon die Orchestereinleitung schildert die Atmosphäre von Sturm und Schicksal, die über dem Text hängt. Der erste Teil (die ersten drei Strophen) zeigt die Annäherung der Feinde und die Ankündigung des Gebets, der Mittelteil (die nächsten beiden Strophen) die Anrufung der Gottheit und der dritte Teil (Reprise mit Entwicklung) den Sturm und den Untergang der Feinde. Die Coda auf dem letzten Vers O Herrgott, dich preiset frei Helgoland!, mit einem Becken-Krach gegen Ende (Takt 309), ist eine Hymne an die Gottheit.
Der originale Text wurde in der Bruckner-Forschung verschiedentlich kritisiert; anders als zu Bruckners Zeiten gibt es außerdem heute nur noch wenig groß besetzte Männerchöre, die dem Original gewachsen wären. Daher schuf der deutsche Komponist und Bruckner-Forscher Fritz Oeser eine Bearbeitung des Werkes für gemischten Chor und Orchester und legte einen neuen Text „Dröhne, du Donner“ darauf, mit dem Ziel die Verbreitung des Werkes zu fördern. Sie erschien 1954 im Bruckner-Verlag Wiesbaden. Von dieser Bearbeitung liegt jedoch noch keine Aufnahme vor.

## Diskografie
Das Werk wird selten aufgeführt, vermutlich wegen des Textes, eines Gedichts mit deutsch-patriotischem Inhalt, aber auch wegen der hohen Anforderungen, d. h. eines Symphonieorchesters und eines großen professionellen Männerchores.; auffällig ist auch, dass viele „Bruckner-Dirigenten“ das Werk nicht aufgenommen haben.
Viele namhafte Brucknerianische Dirigenten haben es versäumt, das Werk aufzunehmen, obwohl Daniel Barenboim es zweimal getan hat: 1979 mit dem Chicago Symphony Orchestra und 1992 mit den Berliner Philharmonikern.
Es gibt vier kommerzielle Aufnahmen des Werkes:
- Wyn Morris, Männerchor der Ambrosian Singers und Symphonica of London – LP: Symphonica SYM 11 (mit Wagners „Das Liebesmahl der Apostel“), 1977; übertragen auf CD: IMP PCD 1042, 1993* Daniel Barenboim, Chicago Symphony Orchestra und Chicago Symphony Chorus – LP: DG 2707 116, 1979 (mit Sinfonie in d-Moll und  Psalm 150).
- Daniel Barenboim, Berliner Philharmoniker, Rundfunkchor Berlin und Ernst-Senff-Chor – CD: Teldec 0630 16646-2, Konzertmitschnitt 29.–31. Oktober 1992.
- Alberto Hold-Garrido, Chöre für Männerstimmen und Orchester, Lund University Student Singers und Malmö Opera Orchestra – CD: Naxos 8572871, 2012.

Eine zusätzliche Aufnahme des Japanischen Rundfunks von Takashi Asahina mit den Philharmonikern von Osaka ist frei verfügbar auf John Berkys Internetseite. Weitere nicht herausgebrachte Aufnahmen von u. a. Gennady Rozhdestvensky (1982) und Neeme Järvi (2019) befinden sich im Bruckner Archive.
Helgoland wurde auch von Markus Stenz beim Brucknerfest 2022 aufgeführt; eine Aufnahme ebenfalls im Bruckner-Archiv verfügbar.